# Ждамировка
Ждами́ровка (рос. Ждамировка) — село у складі Грачовського району Оренбурзької області, Росія.

## Населення
Населення — 102 особи (2010; 154 у 2002).
Національний склад (станом на 2002 рік):
- росіяни — 78 %